# Rufuz
Rufuz, właściwie Rafał Kwiatkowski (ur. 30 stycznia 1989), znany również jako RFZ i Dr RFZ – polski raper. Członek kolektywu Ciemna Strefa i zespołu Warstar. Współtworzy także duet z Małachem.
13 października 2023 wyszedł album Relacja 2012 Remastered z dodatkowym utworem Relacja 2023.

## Dyskografia

### Albumy
| Rok                        | Album                                                                            | Pozycja na liście | Sprzedaż       | Certyfikat              |
| Rok                        | Album                                                                            | POL               | Sprzedaż       | Certyfikat              |
| -------------------------- | -------------------------------------------------------------------------------- | ----------------- | -------------- | ----------------------- |
| 2010                       | ToPo1 - Data: 20 czerwca 2010 - Wydawca: 360 (nielegal)                          | –                 |                |                         |
| 2012                       | Relacja 2012 (oraz Małach) - Data: 6 października 2012 - Wydawca: Proper Records | 10                |                |                         |
| 2014                       | Oryginał (oraz Małach) - Data: 31 marca 2014 - Wydawca: Prosto                   | 9                 | - POL: 30 000+ | - ZPAV: platynowa płyta |
| 2016                       | Ambara$ (oraz Małach) - Data: 8 kwietnia 2016 - Wydawca: Prosto                  | 3                 |                |                         |
| 2017                       | Projekt Independent (oraz Małach) - Data: 21 kwietnia 2017 - Wydawca: Prosto     | 3                 | - POL: 15 000+ | - ZPAV: złota płyta     |
| 2019                       | Metryka (oraz Małach) - Data: 28 czerwca 2019 - Wydawca: Mystic Production       | 1                 |                |                         |
| 2020                       | Design - Data: 13 listopada 2020 - Wydawca: Step Records                         | 3                 |                |                         |
| 2022                       | Unicat - Data: 15 kwietnia 2022 - Wydawca: Step Records                          | 4                 |                |                         |
| 2024                       | Materiał (oraz Małach) - Data: 5 kwietnia 2024 - Wydawca: D.A. Records           | 2                 | - POL: 15 000+ | - ZPAV: złota płyta     |
| „–” album nie był notowany |                                                                                  |                   |                |                         |

### Mixtape’y
| Rok  | Album                                                       | Pozycja na liście |
| Rok  | Album                                                       | POL               |
| ---- | ----------------------------------------------------------- | ----------------- |
| 2018 | 360 Mixtape - Data: 26 października 2018 - Wydawca: MR Crew | 5                 |

### Single
| Rok  | Tytuł                                                                                                | Certyfikat                 | Album               |
| ---- | --- | -------------------------- | ------------------- |
| 2016 | „Lepiej to zostaw” (Polska Wersja, gośc. Małach i Rufuz)                                             | - ZPAV: 2× platynowa płyta | Notabene            |
| 2017 | „Do przewidzenia” (oraz Małach, gośc. Polska Wersja)                                                 | - ZPAV: złota płyta        | Projekt Independent |
| 2020 | „Step Armia” (oraz: Dedis, Epis DYM KNF, Intruz, Vin Vinci, Kafar, Dawid Obserwator, Bezczel, Śliwa) | - ZPAV: złota płyta        | Prima Sort          |

Inne
| Album                                                 | Rok  | Utwór | Źródło |
| ----------------------------------------------------- | ---- | --- | ------ |
| Projekt ZEN – CityZen                                 | 2008 | „Wymierzamy sprawiedliwość” (gościnnie: Craig G, Kafar, Diox, Koszykarz 23, Rufuz, Joker)                                               | [ 26 ] |
| Bonus RPK – Wkurwiony dzieciak                        | 2009 | „Tak się wychowałem” (gościnnie: Boxer, Smolar, Lewy, Wojtan, Rufuz, Pękacz, Kokot)                                                     | [ 27 ] |
| HZOP – W imię zasad                                   | 2010 | „Nie odwrócę się” (gościnnie: Koszykarz 23, Rufuz, Kachu BSP) Nie Odwrócę Się (Wowo Remix)” (gościnnie: Koszykarz 23, Rufuz, Kachu BSP) | [ 28 ] |
| HDS – Naznaczony                                      | 2010 | „Idę po swoje (Remix)” (gościnnie: Rufuz)                                                                                               | [ 29 ] |
| WNM Klika – Na rejonie 2                              | 2011 | „Takie życie” (gościnnie: Koda, Rufuz)                                                                                                  | [ 30 ] |
| DDK RPK – Słowo dla ludzi cz.2: codzienność           | 2011 | „Towar z pierwszej półki” (gościnnie: Małach, Rufuz)                                                                                    | [ 31 ] |
| Kizo & Rewiz – C.O.N.W.                               | 2011 | „To na czym nam zależy” (gościnnie: Rufuz)                                                                                              | [ 32 ] |
| Bonus RPK – Artysta kombinator                        | 2012 | „Dłużnicy” (gościnnie: Dobo, Rufuz, Dudek P56)                                                                                          | [ 33 ] |
| Drużyna mistrzów (kompilacja)                         | 2012 | Małach & Rufuz – „Biorę się” | [ 34 ] |
| Siwers – Bez ceregieli                                | 2013 | „Mnie to jara” (gościnnie: Rufuz, Jinx)                                                                                                 | [ 35 ] |
| NWS – NWS Produkcja Mixtape 2012                      | 2013 | „W zgiełku” (gościnnie: Małach, Rufuz)                                                                                                  | [ 36 ] |
| Polska Wersja – Powrót do przeszłości                 | 2013 | „Ile razy już słyszałem” (gościnnie: Małach, Rufuz)                                                                                     | [ 37 ] |
| Drużyna mistrzów 2: sport, muzyka, pasja (kompilacja) | 2013 | DMK – „Tonę” (gościnnie: Małach, Rufuz, Odie, Juras)                                                                                    | [ 38 ] |
| DMK – Wolny                                           | 2013 | „Tonę” (gościnnie: Małach, Rufuz, Odie, Juras) „Tonę (Fabster Remix)” (gościnnie: Małach, Rufuz, Odie, Juras)                           | [ 39 ] |
| Dawidzior – Nowe życie                                | 2014 | „Własną autostradą” (gościnnie: Rufuz)                                                                                                  | [ 40 ] |
| Kaen – Piątek 13-go                                   | 2014 | „Patrzą na ręce” (gościnnie: Temate, Satyr, Parzel, Kizo, Rufuz)                                                                        | [ 41 ] |
| Official Vandal – Innocent                            | 2014 | „Dla mnie to” (gościnnie: Merd, Rufuz)                                                                                                  | [ 42 ] |
| Prosto Mixtape IV (kompilacja)                        | 2015 | Małach, Rufuz, Hinol, Diox – „Nie dbam Prosto Remix”                                                                                    | [ 43 ] |

## Teledyski
| Tytuł                                                    | Rok  | Reżyseria/Realizacja | Album        | Źródło |
| -------------------------------------------------------- | ---- | -------------------- | ------------ | ------ |
| „Zamknięty teren” (gościnnie: K23, Żółf, DJ Kebs)        | 2011 | 9mm                  | ToPo1        | [ 44 ] |
| „Taki hip-hop” (gościnnie: Bonus RPK)                    | 2012 | 9liter Filmy         | ToPo1        | [ 45 ] |
| „Z fartem” (oraz Małach; gościnnie: Bonus RPK, Kokot)    | 2012 | 9liter Filmy         | Relacja 2012 | [ 46 ] |
| „Fałszywka” (oraz Małach)                                | 2012 | 9liter Filmy         | Relacja 2012 | [ 47 ] |
| „Chciałem tylko” (oraz Małach; gościnnie: DJ Grubaz)     | 2012 | –                    | Relacja 2012 | [ 48 ] |
| „Rura”/„A teraz” (oraz Małach; gościnnie: DJ Grubaz)     | 2013 | –                    | Relacja 2012 | [ 49 ] |
| „Świat to za mało” (oraz Małach; gościnnie: Ero/JWP)     | 2013 | –                    | Relacja 2012 | [ 50 ] |
| „Oryginał” (oraz Małach; gościnnie: DJ Grubaz)           | 2014 | 9liter Filmy         | Oryginał     | [ 51 ] |
| „Pojebało ich” (oraz Małach)                             | 2014 | Marathon             | Oryginał     | [ 52 ] |
| „Nie dbam” (oraz Małach, gościnnie: Hinol/Polska Wersja) | 2014 | Oesvidyo             | Oryginał     | [ 53 ] |
| „Wiem jak jest” (gościnnie: Zbuku)                       | 2018 | –                    | 360 Mixtape  | [ 54 ] |
| „Mój głos” (gościnnie: Sitek, Małach, DJ Shoodee)        | 2018 | 9Liter Filmy         | 360 Mixtape  | [ 55 ] |
| „Żeby żyć” (gościnnie: Zbuku, Łapa, Małek36, DJ Shoodee) | 2018 | –                    | 360 Mixtape  | [ 56 ] |
| „Warszawski dzień”                                       | 2018 | –                    | 360 Mixtape  | [ 57 ] |